# Angelino Dulcert

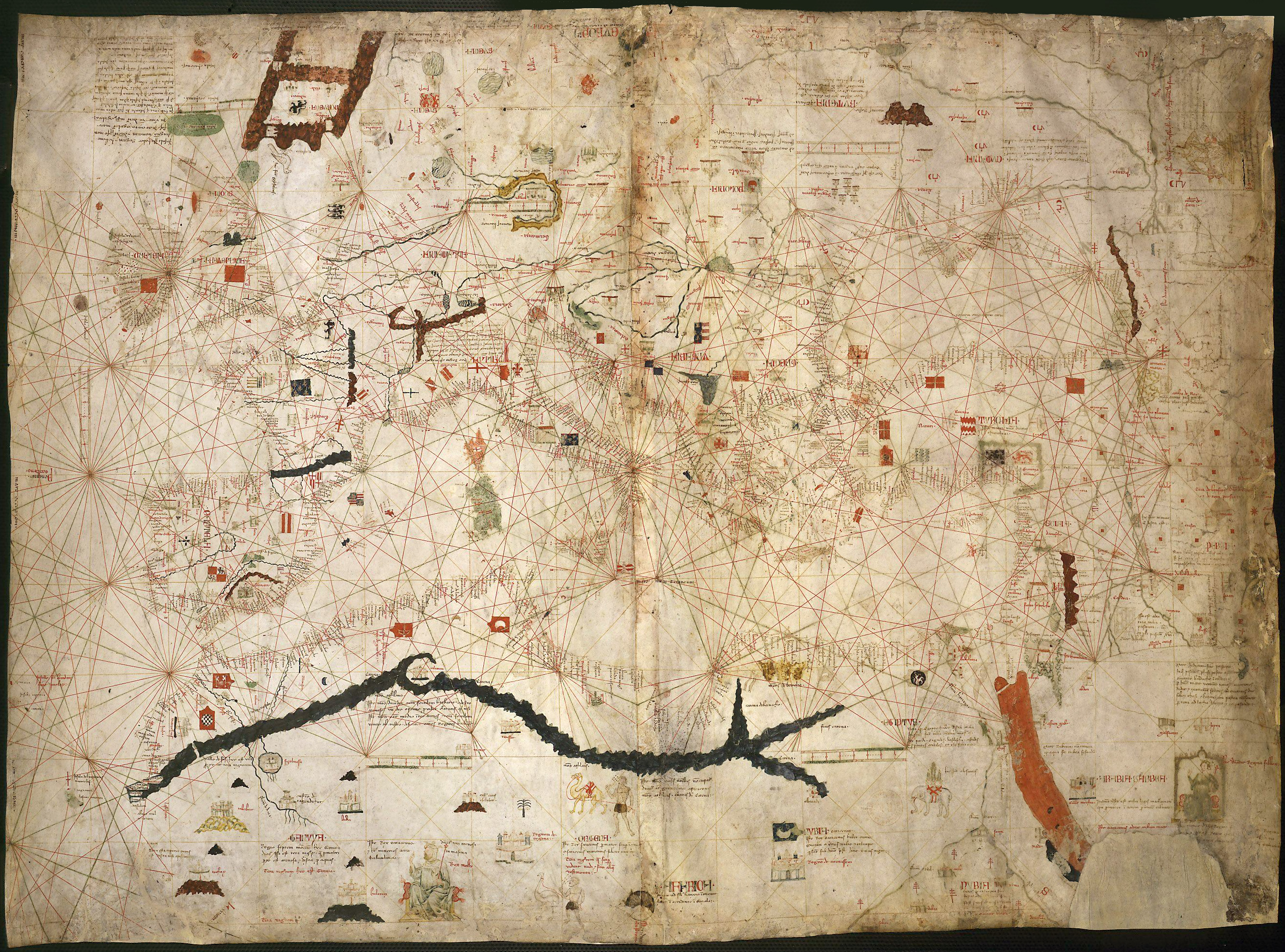
Carta portolana d'Angelino Dulcert, signada a Mallorca l'any 1339

Angelino Dulcert o Angelí Dolcet (o Angelino Dalorto per alguns) va ser un cartògraf mallorquí del s.xiv, autor de les més antigues cartes portolanes de l'anomenada "Escola Mallorquina", és autor del primer espècimen conegut elaborat a Mallorca (la carta de 1339).
Les proves apunten que és mallorquí, tant el seu estil, que és 100% de l'escola mallorquina, com certs elements dels seus mapes que es troben a les cartes mallorquines i en canvi no hi són a les cartes genoveses de la mateixa època, però tot i aquestes proves, encara hi ha autors que mantenen que podria ser originari de Gènova de nom Dalorto
 havent emigrat posteriorment a Mallorca.

## Portolà de 1339 (el més antic de l'Escola Mallorquina)
Està datat a Palma el 1339. Mostra el rei de Mali, les Canàries descobertes el 1312, una illa amb nom  Antilia i una altra illa anomenada Brasil. Té notes i llegendes escrites en  llatí, i es caracteritza com hem dit perquè representa aspectes desconeguts a les obres contemporànies produïdes a Gènova i Venècia, i té en canvi el Mar Roig pintat de vermell i la forma de representar les muntanyes, típic de l'escola mallorquina.
Aquest mapa també intenta representar l'Europa del Nord, i inclou informació relativa a Àfrica, sense centrar-se només en les representacions relatives al Mediterrani que caracteritza les obres de l'època. Es distingeix a més per ser el primer portolà que identifica l'illa de Lanzarote (la més oriental de l'arxipèlag Canari), com l'illa de Lanzarotus Marocelus, una referència al navegant genovès Lanzerotto Malocello. Representa també l'illa de Brasil.
El portolà està dibuixat en dues peces de pergamí  manuscrites i unides en una sola peça que té unes dimensions de 750 × 1.020 mm. Es troba a la Biblioteca Nacional de França a París.
Hi ha un altre portolà molt similar, dibuixat entre els anys 1325 i 1.330, que s'atribueix també a Angelino Dulcert. Té el més pur estil de l'escola mallorquina, però, un altre cop, encara hi ha alguns dubten si va ser dibuixat a Catalunya o a Gènova, ja que no està especificat.